# Luciano Lai
Luciano Lai, 1948, en italiensk amatörastronom.
Han grundade Madonna di Dossobuono-observatoriet.
Minor Planet Center listar honom som L. Lai och som upptäckare av 13 asteroider.
Asteroiden 11100 Lai är uppkallad efter honom.

## Asteroid upptäckt av Luciano Lai
| 7144 Dossobuono    | 20 maj 1996       |
| (15951) 1998 BB2   | 17 januari 1998   |
| (20171) 1996 WC2   | 30 november 1996  |
| (37742) 1996 WB2   | 30 november 1996  |
| (40759) 1999 TY9   | 6 oktober 1999    |
| (58508) 1996 WA2   | 30 november 1996  |
| (58583) 1997 SV4   | 25 september 1997 |
| (69409) 1995 UQ    | 19 oktober 1995   |
| (79829) 1998 WT5   | 17 november 1998  |
| (90927) 1997 SU4   | 25 september 1997 |
| (96388) 1998 BD42  | 26 januari 1998   |
| (150225) 1998 UG21 | 28 oktober 1998   |